# La Chaux-des-Breuleux
La Chaux-des-Breuleux är en ort och kommun i distriktet Franches-Montagnes i kantonen Jura, Schweiz. Kommunen har 96 invånare (2021).